# Cangas de Onís
Cangas de Onís (in castigliano) o Cangues d'Onís (in asturiano) è un comune spagnolo situato nella comunità autonoma delle Asturie, nella Cordigliera Cantabrica al limite delle cime dei Picos de Europa.

## Storia
Il toponimo deriva dalla lingua celtica: cangas significa valle e fa parte del nome anche di altre località spagnole, onis significa acqua e quindi Cangas de Onis significa valle d'acqua o ricca d'acque. La zona, già abitata in tempi preistorici da popolazioni celtiche, fu occupata dai Romani e fece parte della provincia Tarraconense con capitale a Tarragona. Con le invasioni barbariche vi si installarono, come nella quasi totalità della penisola iberica, i Visigoti che crearono un grande regno che comprendeva tutta la penisola ed anche parte della Francia, ma era minato da rivalità interne e si frantumò in diversi regni che favorirono l'invasione arabo-berbera che riguardò tutta la Spagna con l'eccezione di alcuni piccoli regni visigoto-romani nelle montagne cantabriche che, comunque, i Musulmani controllavano facilmente. 
A questo punto la storia si unisce alla leggenda: governatore di Asturia Augusta, l'attuale Astorga, per conto del califfo di Cordova era un certo Mumuza che, dice la tradizione, si innamorò della sorella di Pelagio, re di un piccolo regno visigoto e la voleva sposare ma Pelagio rifiutò, Mumuza cominciò allora ad esercitare pressioni e angherie su di lui e per allontanarlo ed approfittare della sua assenza per raggiungere il suo scopo, gli ordinò di recarsi a Cordova a rendere omaggio al califfo. Pelagio però non si recò a Cordova e con alcuni seguaci si rifugiò sulle montagne della valle di Cangas prendendo dimora in una grotta di una località chiamata Covadonga di etimologia incerta; cova equivale a cueva, termine che ancora oggi in castigliano significa grotta, e donga alcuni lo fanno risalire al latino dominica cioè della signora e quindi della Madonna da cui Covadonga significherebbe grotta della Madonna, ma il nome esisteva già prima dell'apparizione della Madonna nella grotta e forse è nel vero chi fa risalire donga al termine onna, acqua. Infatti l'acqua discende abbondante con cascate presso la grotta e ciò doveva avere impressionato i Celti per i quali l'acqua era oggetto di culto.

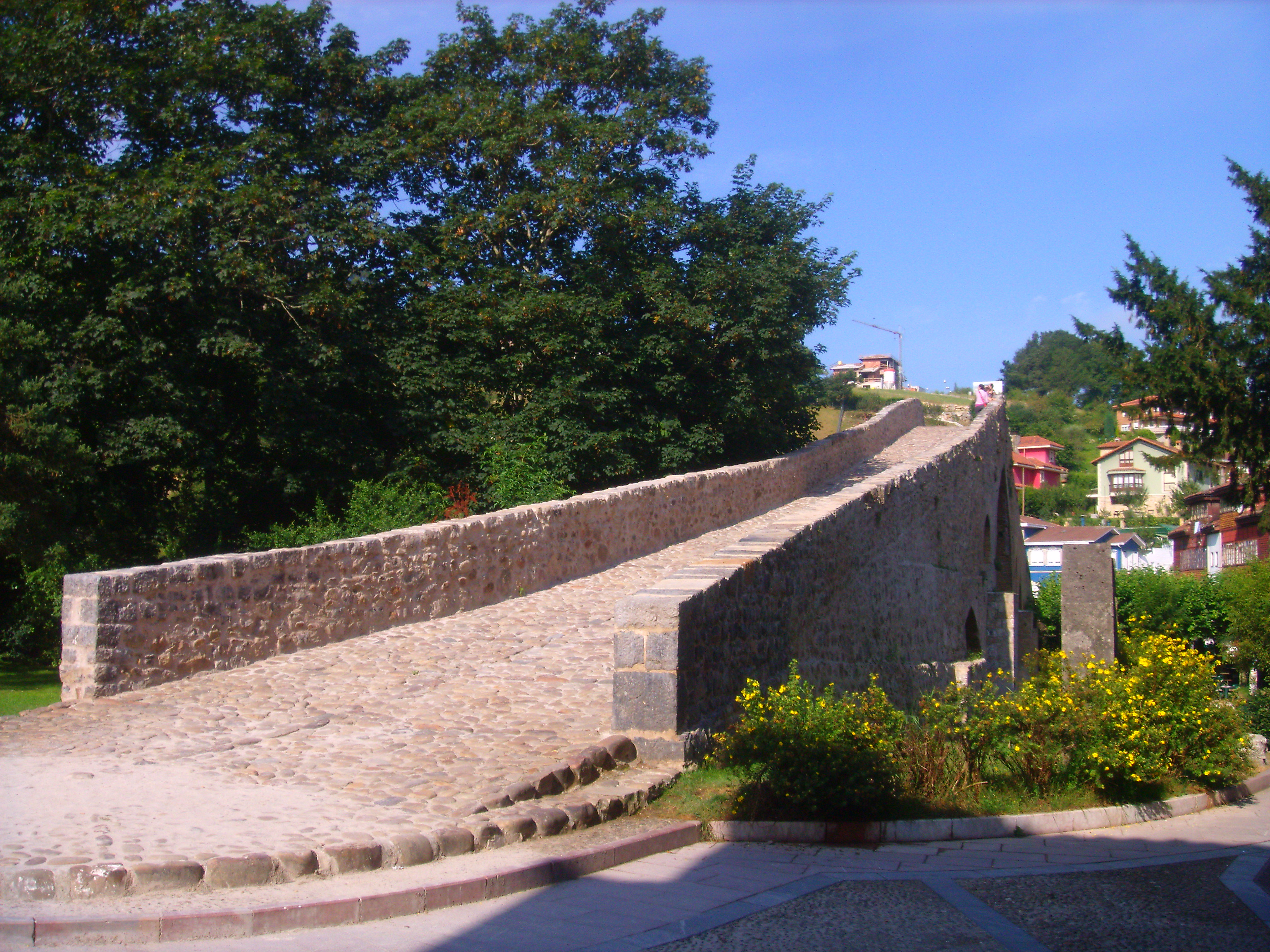
Ponte romano

Pelagio fu raggiunto nel suo rifugio anche da Cristiani del Sud che si erano ribellati al regime arabo e formò un piccolo esercito contro il quale Mumuza ottenne che il califfo di Cordova mandasse delle truppe comandate da Alqama, il confronto era impari sia per numero di soldati maggiore degli Arabi, sia per la loro migliore organizzazione militare, ma Pelagio e i suoi furono abili nello sfruttare la loro conoscenza del territorio e costrinsero i nemici a infilarsi nella stretta valle fino a Covadonga dove li assalirono e sconfissero uccidendo diversi soldati, Alqama compreso. Secondo la tradizione Pelagio, prima dello scontro, ebbe nella grotta una visione della Vergine che l'esortò a combattere gli infedeli. 
A questo modesto episodio militare venne dato il nome di "battaglia di Covadonga" e fu assunto come inizio della lunga Reconquista che durerà alcuni secoli prima che si realizzasse la liberazione di tutta la penisola dall'occupazione musulmana; la battaglia di Covadonga avvenne infatti nel 722 e l'ultimo sovrano arabo Mohammed XII Boabdil consegnò Granada ai Re Cattolici nel 1492. 
La grotta di Covadonga divenne un Santuario dedicato alla Madonna e contiene la venerata immagine della Vergine di Covadonga del XII secolo, una delle diverse Madonne Nere esistenti in Europa, e le tombe di Pelagio, morto nel 737, ed altri. Dalla balaustra della grotta si gode uno stupendo panorama, nelle vicinanze c'è un'antica abazia con chiesa del XVI secolo a cui è unito il Museo-Tesoro con documenti storici, opere d'arte ed ex voto. Più in alto c'è la Basilica de la Virgen de la batalla del XIX secolo.
La battaglia di Covadonga determinò anche l'unificazione dei vari regni asturiani ma Pelagio non ne fu il re e nemmeno il figlio Fafila e quindi non si creò una dinastia da Pelagio. Diventò re Alfonso che aveva sposato una nipote di Pelagio e assunse il nome di Alfonso I capostipite di una dinastia di re delle Asturie, la cui capitale non fu a Cangas de Onis ma ad Oviedo (Ovieu in asturiano), ancora oggi capitale del Principato delle Asturie (il titolo di principe delle Asturie spetta ora per tradizione all'erede al trono di Spagna). 
Covadonga divenne un simbolo della patria per gli spagnoli e quasi tutti, in pellegrinaggio al santuario o come turisti, vi sono andati. Per gli asturiani è quasi un obbligo recarvisi almeno una volta nella propria vita se non una volta all'anno per le persone devote con la romeria (pellegrinaggio). 

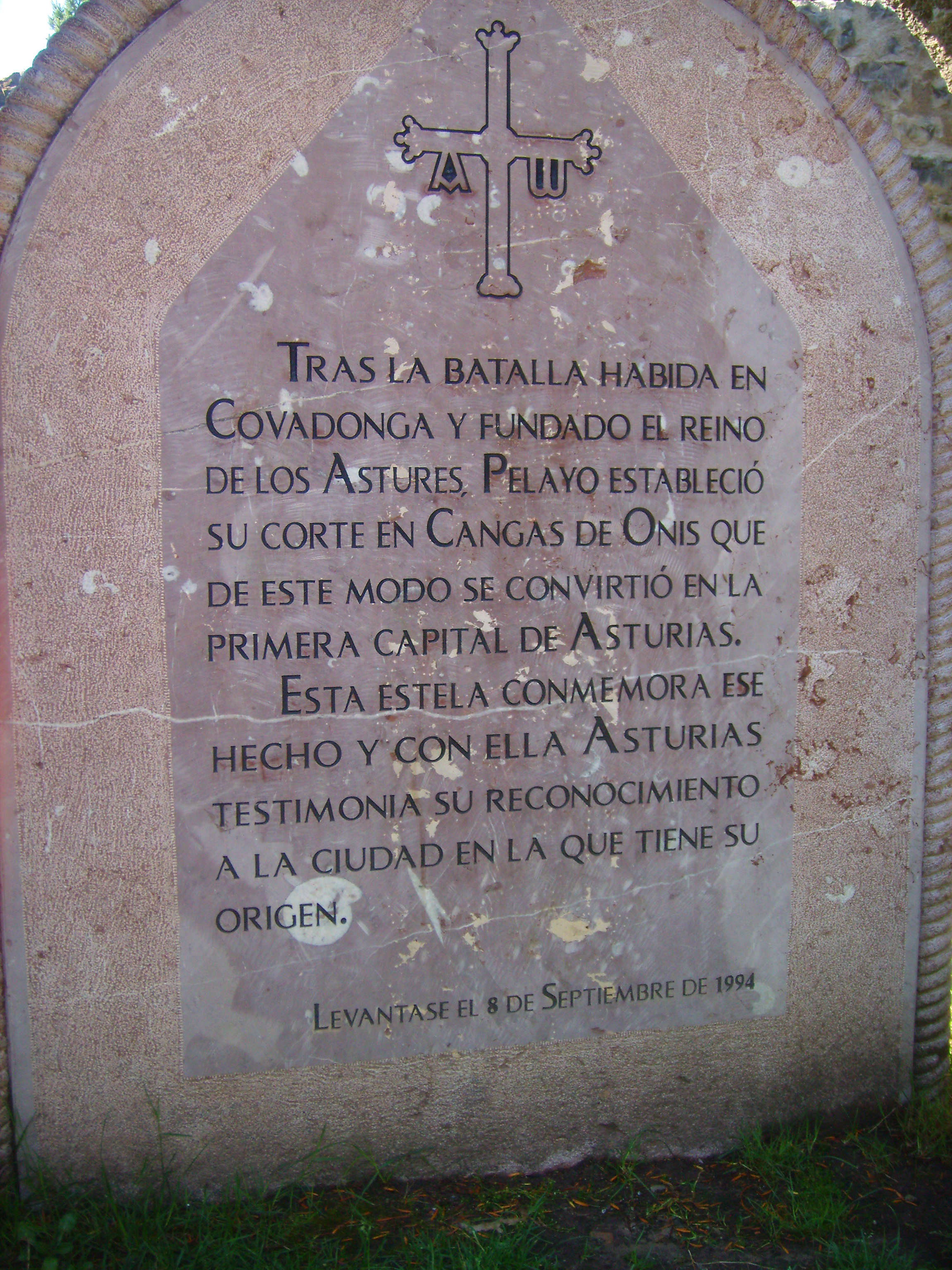
Lapide commemorativa di Cangas de Onís come prima capitale del regno delle Asturie

## Altri luoghi di interesse
Fra l'altro la natura dei luoghi è invitante con cascate e laghi dominati dalle alte vette dei Picos d'Europa. Cangas de Onis oltre a Covadonga può vantare il Parque Nacional de los Picos d'Europa en Asturias che offre paesaggi e panorami. Altro vanto della città è il bellissimo Ponte Romano, restaurato nel XIII secolo, che attualmente si vuole ripulire con getti di sabbia a pressione suscitando però molte polemiche fra i favorevoli e contrari a questa operazione. Molto interessante perché dimostra che l'integrazione dei Visigoti e Romani cristiani con le popolazioni celtiche preesistenti avvenne mantenendo anche da parte cristiana le tradizioni, gli usi, le credenze pagane dei Celti adattandole alla propria religione, è la Capilla de la Vera Cruz, chiesetta del 600 sorta in un luogo sacro ai pagani che contiene un antico dolmen. 
Il comune di Cangas de Onis è anche al centro di un territorio ricco di chiese di stile romanico, fra queste: San Martin de Grazanes. Santa Maria de Villaverde, Santa Eulalia de Albania, San Pedro de Villanueva ed altre.
- Cappella di San Emeterio, a Isongo